# Playing God (película)
Playing God es una película de 1997, dirigida por Andy Wilson y  protagonizada por David Duchovny, Timothy Hutton y Angelina Jolie.

## Resumen
Dañado por las drogas, un cirujano, Eugene Sands, cuya matrícula fue revocada por operar bajo el efecto de las anfetaminas. Su vida cambia en una visita de rutina a la barra, que termina en un tiroteo entre bandas. Sands ayudar al hombre, utilizando herramientas primitivas. Él ve a esta chica del gánster Raymond Blossom, su novia Claire. Al día siguiente, Sands es reclutado en el mundo de la delincuencia y conoce la ley que lo rige. Pero el problema real comienza cuando Sands tiene un romance con una bella muchacha del director, Claire.

## Reparto
- David Duchovny - Dr. Eugene Sands
- Timothy Hutton - Raymond Blossom
- Angelina Jolie - Claire
- Michael Massee - Gage
- Peter Stormare - Vladimir
- Andrew Tiernan - Cyril
- Gary Dourdan - Yates
- John Hawkes - Flick
- Will Stewart - Perry
- Philip Moon - Casey
- Pavel Lychnikoff - Andrei
- Tracey Walter - Jim
- Sandra Kinder - Sue
- Bill Rosier - Jerry
- Keone Young - Mr Ksi

## Producción
La película se terminó en 1995 pero no fue publicada hasta 1997 debido a la inicial de las reacciones negativas de las audiencias de prueba. El tráiler de la película contenía una breve visión de una escena de sexo entre Duchovny y Angelina Jolie. La actriz confirmó más tarde que había rodado dos escenas de sexo de la película, pero que ambas habían quedado fuera del montaje definitivo.[cita requerida]

## Música
La canción "Spybreak!" fue utilizada en esta película dos años antes de su debut estrellato como canción principal de la película de culto The Matrix (1999).

## Recepción
La película no funcionó ni económicamente ni con la crítica: tiene una puntuación del 19% en Rotten Tomatoes y solo recaudó 4.166.918 dólares en EE.UU. El popular crítico de cine Roger Ebert, sin embargo, le dio tres estrellas. «Puede que no sea una gran película [dijo], pero supone un punto de inflexión tanto para Duchovny como para Hutton.» También se refirió a la capacidad de Duchovny para «estar por encima de la acción» al igual que Clint Eastwood, y a la capacidad de Hutton para crear un personaje real como el villano en vez de limitarse a llenar un espacio.[cita requerida]